# 118 (število)
118 (stó ósemnajst ali stó osemnájst) je naravno število, za katero velja 118 = 117 + 1 = 119 - 1.

## V matematiki
- sestavljeno število.
- polpraštevilo.
- ne obstaja noben takšen cel x, da bi veljala enačba φ(x) = 118.

## Drugo

### Leta
- 118 pr. n. št.
- 118, 1118, 2118